# DTS-HD 마스터 오디오
DTS-HD 마스터 오디오(DTS-HD Master Audio, 줄여서 DTS-HD MA)는 무손실 오디오 코덱이다. 디지털 시어터 시스템(DTS)이 만들었다. 예전 이름은 DTS++, DTS-HD였다. DTS 코히어런트 어쿠스틱스(흔히 줄여서 DTS)의 확장판이다. DTS-HD 마스터 오디오를 지원하지 못하는 기기에서는 DTS-HD 마스터 오디오는 보통의 손실 압축 1.5Mbit/s "코어" 트랙으로 재생된다. DTS-HD 마스터 오디오는 블루레이 디스크, HD-DVD의 선택가능한(optional) 오디오 포맷이다.
돌비 연구소가 개발한 돌비 트루HD 오디오 코덱과는 경쟁관계에 있다.

## 특징
DTS-HD를 만든 목적 중 하나는 원래 영화 스튜디오의 마스터 사운드 트랙을 비트 하나하나까지 정확히 재현하는 것이다. 이를 위해, DTS-HD 마스터 오디오는 블루레이 디스크에서는 24.5 Mbit/s를 HD-DVD에서는 18.0 Mbit/s까지를 지원한다. 이 포맷은 또한 2 채널 스테레오 모드에서는 192kHz 샘플링 주파수 및, 24 비트 뎁스 샘플을 지원한다. 이 포맷은 또한 멀티 채널 모드에서 24bit/96KHz으로 최대 8채널까지 지원한다.
DTS-HD 백서(white paper)에 따르면, DTS-HD 마스터 오디오에는 두 개의 데이터 스트림이 들어가있다고 한다. 원래의 DTS 코어 스트림과 추가적인 "잔여"(residual) 스트림이 들어가 있다. "잔여" 스트림은 원래의 손실 압축된 DTS 코어 스트림과의 "차이"만을 담고 있다.

## 인코딩과 디코딩
오디오 신호는 인코더의 입력단에서 두 개의 패스로 나뉜다. 한 패스는 코어 인코더로 연결되는데 이는 하위 호환성을 위한 것이다. 이는 다시 디코드된다. 다른 한 패스는 오리지널 오디오와 이 디코드된 신호와의 차이만을 비교한다. 여기서 "잔여" 데이터가 생성된다. 이는 비트 하나하나 원래의 신호와 재현가능하도록 하기 위한 것이다. "잔여"(residual) 데이터는 무손실 인코더로 들어간다. 코어 인코더에서 인코딩된 데이터와 잔여분 데이터가 인코딩된 데이터는 한 묶음으로 묶인다.
디코딩 절차는 위 인코딩 절차의 반대(reverse)이다. 단, 무손실 압축은 항상 가변 비트 레이트이다.

## 같이 보기
- 디지털 시어터 시스템
- 돌비 트루HD